# 日真 (日蓮正宗)
日真（にっしん、1714年（正徳4年） - 1765年9月11日（明和2年7月26日））は、大石寺第34世法主。荒川姓。

## 経歴
1714年（正徳4年）、江戸で誕生。
1737年（元文2年）10月8日、『緇素標破問答』を著す。1738年（元文3年）8月9日、父蓮心日実が死去。1756年（宝暦6年）11月、15代学頭となる。1759年（宝暦9年）春、奥州巡教。42世日厳、日真を師として得度す。1764年（明和元年）9月27日、33世日元より法の付属を受け、34世日真として登座。
1765年（明和2年）7月26日、52歳で死去した。
| 先代 日元 | 大石寺住職一覧 | 次代 日穏 |